# Nuuk Kommune
Nuuk Kommune (på grønlandsk: Nuup Kommunea) var en kommune i Vestgrønland med navn efter sin hovedby Nuuk. Med sine 14.705 indbyggere er den Grønlands største.
Kommunen svarer næsten til det område nordboerne kaldte Vesterbygden.
1. januar 2009 blev Nuuk Kommune en del af Sermersooq Kommune (på grønlandsk: Kommuneqarfik Sermersooq), som en af fire nydannede kommuner.

## Byer og bygder i Nuuk Kommune
- Nuuk (da.: Godthåb)
- Qeqertarsuatsiaat (da.: Fiskenæsset)
- Kapisillit
- Kangerluarsoruseq (da.: Færingehavn)

64°N 48°V / 64°N 48°V